# جردن پیر چارلز
جردن پیر چارلز (انگلیسی: Jordan Pierre-Charles؛ زادهٔ ۲۶ نوامبر ۱۹۹۳) بازیکن فوتبال اهل فرانسه است.
از باشگاه‌هایی که در آن بازی کرده‌است می‌توان به باشگاه فوتبال آژاکسیو، باشگاه فوتبال پاری سن ژرمن، باشگاه ورزشی آمیان، و باشگاه فوتبال والنسین اشاره کرد.